# Buenavista (Guimaras)
Pour les articles homonymes, voir Buenavista.
Buenavista (officiellement municipalité de Buenavista : en hiligaïnon Banwa sang Buenavista ; en tagalog : Bayan ng Buenavista) est une municipalité de seconde classe de la province de Guimaras, aux Philippines.
Lors du recensement de 2020, sa population s'élève à 42 771 habitants.

## Géographie
Buenavista est l'une des cinq municipalités de Guimaras ; c'est une municipalité côtière, située à la pointe nord de l'île de Guimaras, sur les détroits de Guimaras et d'Iloilo (en).
D'une superficie totale de 128,26 kilomètres carrés, Nueva Valencia est divisée administrativement en 36 barangays (districts) :
- Agsanayan
- Avila
- Banban
- Bacjao (Calumingan)
- Cansilayan
- Dagsaan
- Daragan
- East Valencia (Mantangingi)
- Getulio (Ili)
- Mabini
- Magsaysay
- McLain
- Montpiller
- Navalas
- Nazaret
- New Poblacion (Calingao)
- Old Poblacion (Daan Banwa)
- Piña
- Rizal
- Salvacion (Ambulong)
- San Fernando
- San Isidro
- San Miguel
- San Nicolas (Tabao)
- San Pedro (Bating)
- San Roque
- Santo Rosario
- Sawang
- Supang
- Tacay
- Taminla(Sambag)
- Tanag
- Tastasan
- Tinadtaran
- Umilig
- Zaldivar

## Histoire
Buenavista est la plus ancienne municipalité de Guimaras ; elle a été créée en 1775, pendant la période coloniale espagnole.

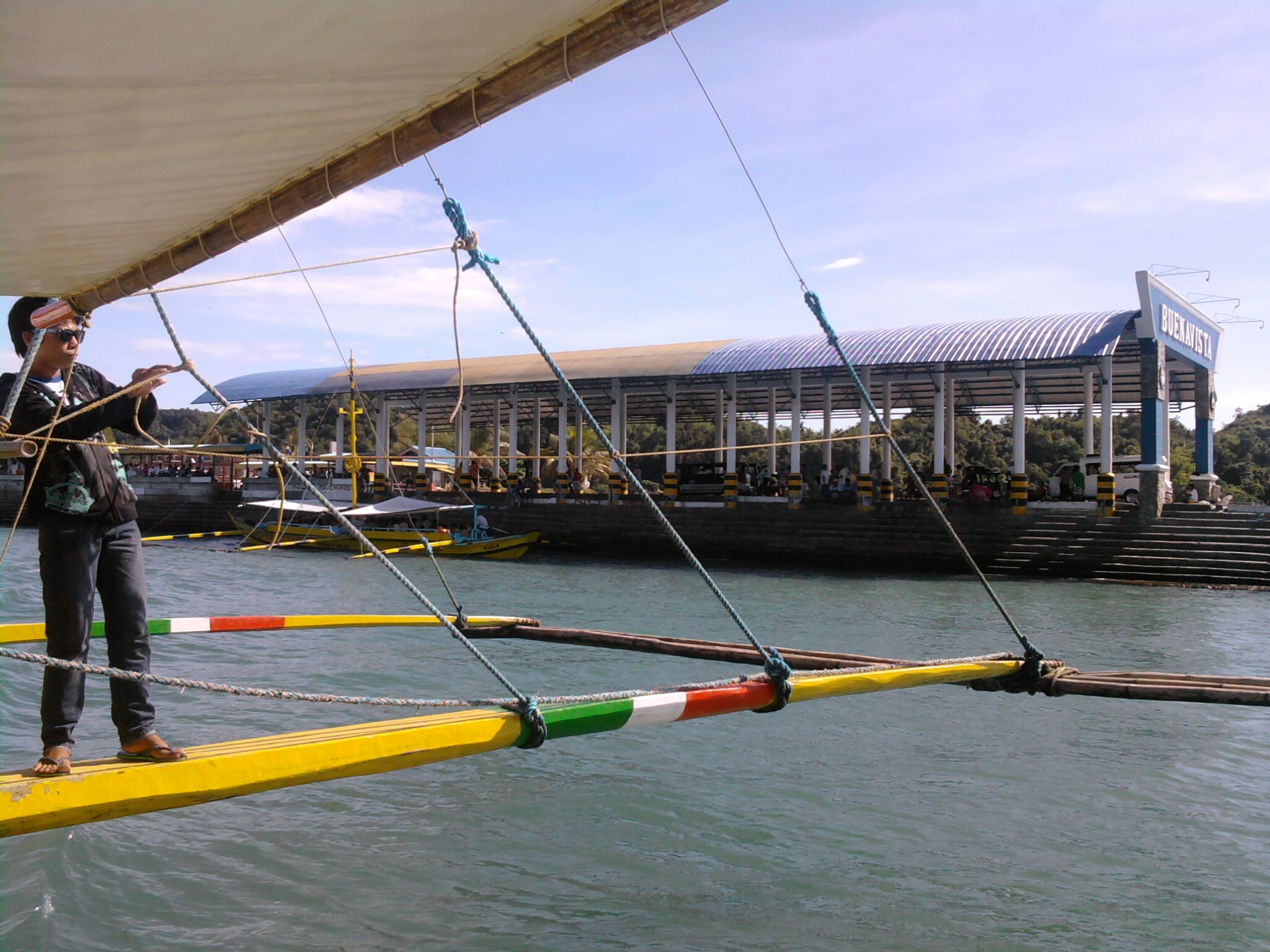
Terminal pour les bankas servant de ferry.